# NoAir
NOAIR je štiričlanska slovenska glasbena skupina iz Kopra, ki ustvarja rock glasbo. Prvotni člani skupine so bili pred letom 2013 le pisec pesmi, kitarist in vokalist Maks Bembič, bas kitarist Jaša Hedžet - Jajo in nekdanji bobnar skupine, Edi Kavalič. Leta 2013 pa se je skupini pridružil še kitarist Aleksander Družina, Edi Kavalič pa je bil zamenjan z zdajšnjim bobnarjem, Gregorjem Brajkovičem - Brajkom. Skupina se glasbeno opredeljuje kot alternativni pop.
Skupina je izdala do sedaj dva studijska albuma, Existential leta 2014 in Superhuman leta 2017. Oba sta izšla v samozaložbi.

## Člani
Trenutni člani
- Maks Bembič — vokal, kitara
- Jaša Hedžet - Jajo — bas kitara
- Jakob Sever — kitara
- Gregor Brajkovič - Brajko — bobni

Nekdanji člani
- Aleksander Družina - kitara
-  Edi Kavalič — bobni

## Diskografija
- Existential (2014)
- Superhuman (2017)
- Square (2022)